# إنغريد تولين
إنغريد ثولين (بالسويدية: Ingrid Thulin) (مواليد 27 يناير 1926 - الوفاة 7 يناير 2004)، هي ممثلة أفلام سويدية. بدأت مشوارها التمثيلي في المسرح بدايةً سنة 1948. وبدأت مجال التمثيل في الأفلام سنة 1951. حصلت على جائزة مهرجان كان السينمائي لأفضل ممثلة سنة 1958.

## وصلات خارجية
- إنغريد تولين على موقع IMDb (الإنجليزية)
- إنغريد تولين على موقع روتن توميتوز (الإنجليزية)
- إنغريد تولين على موقع ألو سيني (الفرنسية)
- إنغريد تولين على موقع تيرنر كلاسيك موفيز (الإنجليزية)
- إنغريد تولين على موقع أول موفي (الإنجليزية)
- إنغريد تولين على موقع قاعدة بيانات برودواي على الإنترنت (الإنجليزية)
- إنغريد تولين على موقع قاعدة بيانات الأفلام السويدية (السويدية)
- إنغريد تولين على موقع إن إن دي بي (الإنجليزية)
- إنغريد تولين على موقع قاعدة بيانات الفيلم (الإنجليزية)
- إنغريد تولين على موقع كينوبويسك (الروسية)